# Trésor Kandol
Trésor Kandol (ur. 30 sierpnia 1981 w Bandze w Zairze) – kongijski piłkarz występujący na pozycji napastnika. Jest znany między innymi ze specyficznego celebrowania zdobytych przez siebie bramek – po niemal każdym trafieniu popisuje się serią efektownych salt. Jego dwaj kuzyni – Lomana LuaLua oraz Kazenga LuaLua, również są piłkarzami.

## Kariera klubowa
Trésor Kandol zawodową karierę rozpoczął w 1998 w Luton Town, gdzie występował do 2001. Pełnił tam rolę rezerwowego i rozegrał łącznie 21 ligowych pojedynków. Następnie występował w drużynach Cambridge United i Bournemouth, jednak tam także nie radził sobie najlepiej. W 2002 Kandol został zawodnikiem klubu Thurrock, gdzie w 102 spotkaniach strzelił aż 61 bramek. W późniejszym czasie piłkarz z Demokratycznej Republiki Konga występował kolejno w Dagenham & Redbridge, Darlington oraz Barnet.
23 listopada 2006 Trésor został wypożyczony do Leeds United. W ekipie „The Peacocks” zadebiutował w wygranym 2:1 meczu z Plymouth Argyle. 3 stycznia 2007 Kandol za 200 tysięcy funtów na stałe trafił do zespołu z Elland Road. W sezonie 2007/2008 Kandol razem z Jermainem Beckfordem stworzył jeden z najskuteczniejszych duetów napastników w lidze i stał się jednym z ulubieńców kibiców Leeds. Świetną formę wychowanek Luton Town prezentował jednak tylko na początku rozgrywek, a następnie zatracił dobrą skuteczność.
6 sierpnia 2008 kongijski piłkarz na pół roku został wypożyczony do Millwall, a 28 stycznia 2009 na tej samej zasadzie przeszedł do Charltonu Athletic. Razem z Charltonem zajął ostatnie miejsce w The Championship i spadł do League One. Następnie powrócił do Leeds, gdzie zaczął pełnić rolę rezerwowego. 4 sierpnia 2010 Kandol został wolnym zawodnikiem. W sezonie 2010/2011 był zawodnikiem hiszpańskiego Albacete Balompié z Segunda División, jednak nie rozegrał tam żadnego spotkania. W kolejnych latach występował w amatorskich angielskich klubach Hampton & Richmond Borough oraz Hackney Wick.

## Kariera reprezentacyjna
Po raz pierwszy do reprezentacji Demokratycznej Republice Konga Kandol został powołany 12 marca 2008. Zadebiutował w niej 25 marca w pojedynku z Gabonem.